# Coppélia

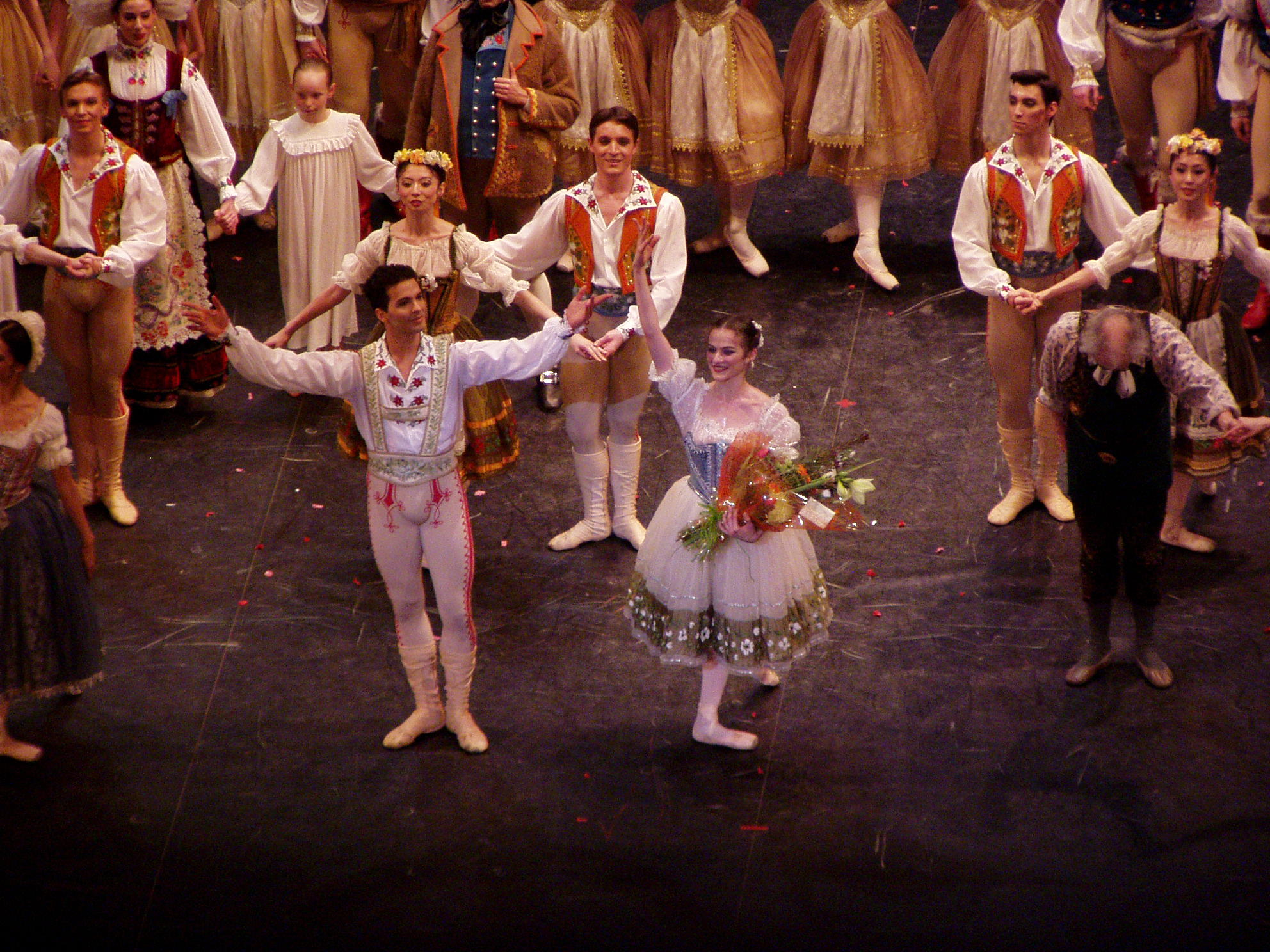
Salutació final dels ballarins, en una representació de Coppélia, any 2008

Coppélia és un ballet humorístic en dos actes estrenat a París en 1870, coreografiat per Arthur Saint-Léon a partir d'un llibret de Charles Nuitter i música de Léo Delibes. La història està ambientada en un entorn camperol, cosa que li permet incloure danses tradicionals europees (masurca, csárdás, etc.), i basada en el relat més cèlebre de l'escriptor romàntic Ernst Theodor Amadeus Hoffmann, L'home de sorra. El paper de la protagonista femenina, la camperola Swanilda, ha esdevingut mític al repertori clàssic.

## Argument

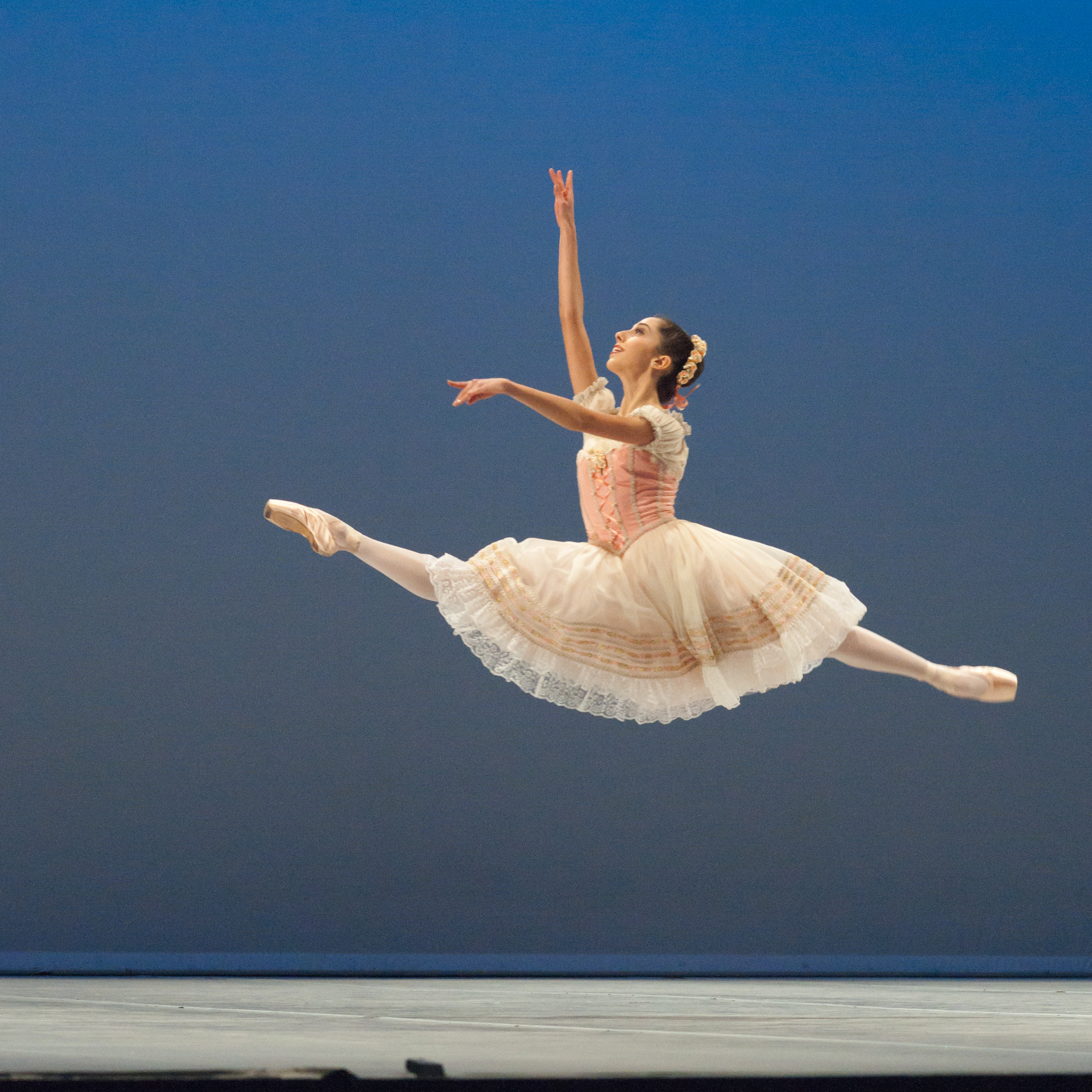
Extracte d'un solo de Swanilda al concurs per a donar a conèixer joves talents Prix de Lausanne

El ballet és un conte romàntic i còmic situat en un poblet centreuropeu a l'època contemporània de la seva estrena (finals del segle xix). Allà hi viuen uns camperols, entre els quals es troben la jove Swanilda i el seu promès Franz, però també Coppélius, un estrany artesà que es dedica a fer ninots autòmats i l'ambició del qual és crear una nina amb vida i dotada d'ànima. Un dia, en Franz tafaneja per la finestra de Coppélius i entreveu el que li sembla una noia molt bonica, però que en realitat es tracta de Coppélia, l'última creació a la qual treballa l'intrigant home.
Swanilda s'adona de la fascinació de Franz i, decidida a salvar el seu futur matrimoni, entra d'amagat dins del taller d'autòmats per evitar que es trobi amb la bella donzella. Més tard entra Franz, però és sorprès per Coppélius. L'inventor aprofita que l'home ha entrat sense que ningú ho sàpiga per a provar un nou experiment, robar-li l'ànima per a poder-la introduir en un autòmat. Així, li dona un somnífer i prova uns encanteris per a transmetre l'ànima, i la nina a mida natural no només es mou sinó que sembla fins i tot d'aspecte més real. En realitat es tracta de Swanilda, que s'havia disfressat com a part de la trampa per a Franz. Swanilda trenca tots els autòmats, que percep com la font dels seus problemes, aconsegueix salvar el seu promès i tots dos fugen de la casa. El ballet acaba amb els festeigs al poble del casament de Swanilda i Franz.

## Tema
El tema de la joguina que cobra vida pot recordar el conte de Pinotxo i el ballet El Trencanous, de fet alguns consideren que el fabricant de joguines és de fet el mateix personatge en ambdós ballets. Tanmateix, cal tenir en compte també que ja des de la seva estrena es va comparar amb la novel·la Frankenstein de Mary Shelley, a la qual s'hauria donat un punt de vista més còmic i alegre però sense deixar de banda la sinistralitat de l'inventor.
Com a curiositat, a l'estrena l'inventor de la nina era una ballarina disfressada d'home. En aquella època era impensable que una dona pogués ser inventora i fabricant de joguines, però al mateix temps, com ocorre amb Frankenstein, per exemple, el coreògraf volia transmetre que el creador volia una criatura semblant a ell, per això va optar pel transvestisme. Aquesta solució va ser molt ben rebuda.